# 우에마치 단층
우에마치 단층(일본어: 上町断層 うえまちだんそう[*])은 일본 오사카부 오사카시 일대에 발달하는 연장 40km 정도의 활성 단층이다. 오사카를 남-북 주향으로 가로지르며 북쪽의 부츠넨지-야마 단층(佛念寺山断層)으로 이어진다. 1995년 효고현 남부 지진 때, (지반 침하를 동반하지 않은) 건축물에 대한 피해가 부츠넨지-야마 단층과 우에마치 단층 주변의 좁은 지역에 집중되었다. 이는 지진파가 단층 주변에서 증폭되었음을 나타낸다. 또한 우에마치 단층의 서쪽에 위치한 제4기 퇴적물로 덮인 지역에서 피해가 심하였다.